# ギコンゴロ県
ギコンゴロ県（Province de Gikongoro）はルワンダを構成していた12の県のうちの一つ。2006年に、ルワンダの地方行政区分が再編され、南部州に編入された。ルワンダ南西部に位置しており、南にブルンジと国境で接する。面積は2,146 km、人口は467,300人（2002年現在）であった。